# Опалєв Олексій Костянтинович
Олексій Костянтинович Опалєв (рос. Алексей Константинович Опалев; 1925 — 1943) — радянський червоноармієць, Герой Радянського Союзу (1944, посмертно). Відзначився у битві за Дніпро під час німецько-радянської війни.

## Життєпис
Народився 17 березня 1925 року в селі Опалі (нині у Кіровській області РФ) у селянській родині. Росіянин. Закінчив 9 класів в смт Зуєвка (також Кіровська область).
З 1942 року у РСЧА. У діючій армії на фронтах німецько-радянської війни з серпня 1943 року. Командир відділення 29-го гвардійського стрілецького полку (12-та гвардійська стрілецька дивізія 61-ї армії (Центрального фронту) комсомолець гвардії молодший сержант О. К. Опалєв у числі перших 29 вересня 1943 року форсував Дніпро в районі села Глушець (Лоєвський район Гомельської області Білорусі) увірвався у ворожу траншею, знищив розрахунок ворожого кулемета. 1 жовтня 1943 року на захопленому плацдармі зі своїм відділенням відбив 13 контратак противника, замінив командира взводу після його загибелі. Проте і сам був смертельно поранений у цьому ж бою.

## Звання та нагороди
15 січня 1944 року Олексію Костянтиновичу Опалєву присвоєно звання Героя Радянського Союзу посмертно.
Також нагороджений:
- орденом Леніна